# Girolamo Mercuriale
Girolamo Mercuriale, Hieronymus Mercurialis (ur. 30 września 1530 r. w Forlì, zm. 13 listopada 1606 r. tamże) – włoski lekarz, prekursor pediatrii, dermatologii i medycyny sportowej.

## Życiorys
Urodził się 30 września 1530 r. w Forlì. Ukończył studia w zakresie medycyny na uniwersytetach w Bolonii i Pawii, a w 1555 r. uzyskał doktorat. Następnie osiadł w rodzinnym Forli, a później przeniósł się do Rzymu, gdzie w 1562 r. znalazł się pod patronatem kardynała Alessandro Farnese. Mercuriale spędził w Rzymie 7 lat, zajmując się praktyką medyczną i wykładaniem medycyny. Podczas pobytu nawiązał kontakty z wpływowymi osobistościami i uzyskał wolny dostęp do tamtejszych zasobnych bibliotek, z czego chętnie korzystał. Dzięki temu miał możliwość studiowania greckiej i rzymskiej literatury klasycznej i medycznej. Utrzymywał również szerokie kontakty z humanistami: filologami, architektami i artystami, zainteresowanymi starożytną kulturą materialną i społeczną. Bazując na przestudiowanym przez siebie dorobku starożytnych, napisał swoje dzieło De arte gymnastica, która traktowało o starożytnych sportach oraz poradach zdrowotnych. Dzięki poświęceniu dużej ilości miejsca podstawom fizjoterapii, jest uważana za pierwsze dzieło traktujące o medycynie sportowej.
Dzięki swojej publikacji Mercuriale szybko zyskał rozgłos, co pozwoli mu otrzymać propozycję przeprowadzki do Padwy, co nastąpiło w 1569 r., kiedy objął posadę na tamtejszym uniwersytecie (1569-1587). W tym okresie nadal zajmował się tłumaczeniem i interpretacją dzieł Hipokratesa. Bazując na dorobku starożytnych medyków, opublikował pracę poświęconą dermatologii De Morbis Cutaneis, et Omnibus Corporis Humani Excrementis Tractatus (1572 r.). De Morbis (...) jest uważana za pierwszą publikację poświęconą tej dziedzinie medycyny. W swoim dziele zaproponował podział chorób dermatologicznych na dermatozy głowy (grzybice) i dermatozy pozostałych obszarów ciała (liszaje), które dalej dzielił według ich morfologii, barwy, budowy i wielkości. Praca ta nie tylko opisywała leczenie schorzeń dermatologicznych, ale też opisywała zagadnienia funkcji wydzielniczych powłok skórnych i ich powiązań z patofizjologią. W swoim opisie bazował w sporej części na własnych konkluzjach swoich obserwacji, ale też odwoływał się do twierdzeń Hipokratesa i Galena. 
Ponadto Mercuriale miał wkład w pediatrię (jest uważany za prekursora pediatrii), położnictwo, okulistykę i inne dziedziny medyczne, w których bazował na własnych obserwacjach i adaptacji starożytnej wiedzy.
W 1576 r. weneckie władze ściągnęły Mercurialego, by wraz innym profesorem medycyny, Girolamo Capodivaccą, zajmował się zwalczeniem epidemii w Wenecji. Jako że obaj zgodzili się, że choroba nawiedzająca miasto nie była zakaźna, zniesiono kwarantanny i inne restrykcje, jednak zachorowalność gwałtownie wzrosła, co mocno zaszkodziło ich reputacjom. Swoje spostrzeżenia na temat tej epidemii opisał w pracy De pestilentia (1577 r.). Mercuriale pozostał w Padwie 10 kolejnych lat, po czym został profesorem uniwersytetów Bolonii (1587-1592) i Pizie (1592-1606). W 1606 r. wrócił do rodzinnego Forli, gdzie zmarł po kilku miesiącach 13 listopada 1606 r.
Autor przeszło 20 publikacji wydanych drukiem, m.in. bazujących na dorobku Hipokratesa i Galena. Na podstawie jego wykładów jego uczeń Jan Chrościejewski opracował w 1583 r. publikację o chorobach dzieci.